# Holcogaster fibulata
Holcogaster fibulata ist eine Wanzenart aus der Familie der Baumwanzen (Pentatomidae). Die Art hat sich in den letzten Jahren im westlichen Mitteleuropa ausgebreitet.

## Merkmale
Die Wanzen werden 4,5 bis 8,4 Millimeter lang, wobei die Weibchen größer als ihre männlichen Artgenossen werden. Sie sind hellgrau gefärbt und mit feinen schwarzen Punkten sowie orange-roten Flecken an Kopf, Halsschild, Schildchen (Scutellum) und Hemielytren versehen. Der Tylus (Stirnkeil) wird nicht von den Juga umschlossen. Die Fühler sind schwarz gefärbt.

## Verbreitung
Man findet die Art rund ums Mittelmeer (holomediterran) sowie auf den Kanarischen Inseln. Im Norden reichte das Verbreitungsgebiet Ende der 1990er Jahre bis nach Südtirol. Die Wanzenart war dort überall selten. Bis Mitte der 2020er Jahre hat Holcogaster fibulata ihr Vorkommen nach Norden ausgedehnt und kommt nun in ganz Frankreich, Benelux sowie im Westen von Deutschland, insbesondere in Nordrhein-Westfalen, vor.

## Lebensweise
Holcogaster fibulata ist eine phytophage Wanzenart. Die adulten Wanzen fliegen von März bis August. Die Wanzen findet man häufig an Kiefern (Pinus), Wacholder (Juniperus), Zypressen (Cupressus) und Schmuckzypressen (Callitris).

## Taxonomie
J. Ribes und D. Gapon untersuchten verschiedene Exemplare der Gattung Holcogaster und kamen zu dem Schluss, dass die Arten Holcogaster fibulata, H. exilis, H. longicornis und H. weberi konspezifisch sind, das heißt, dieselbe Art beschreiben.
Aus der Literatur sind folgende Synonyme bekannt:
- Pentatoma fibulata Germar, 1831
- Holcogaster exilis Horvath, 1903
- Holcogaster longicornis  Wagner, 1955
- Holcogaster weberi Wagner, 1964